# 佩爾金

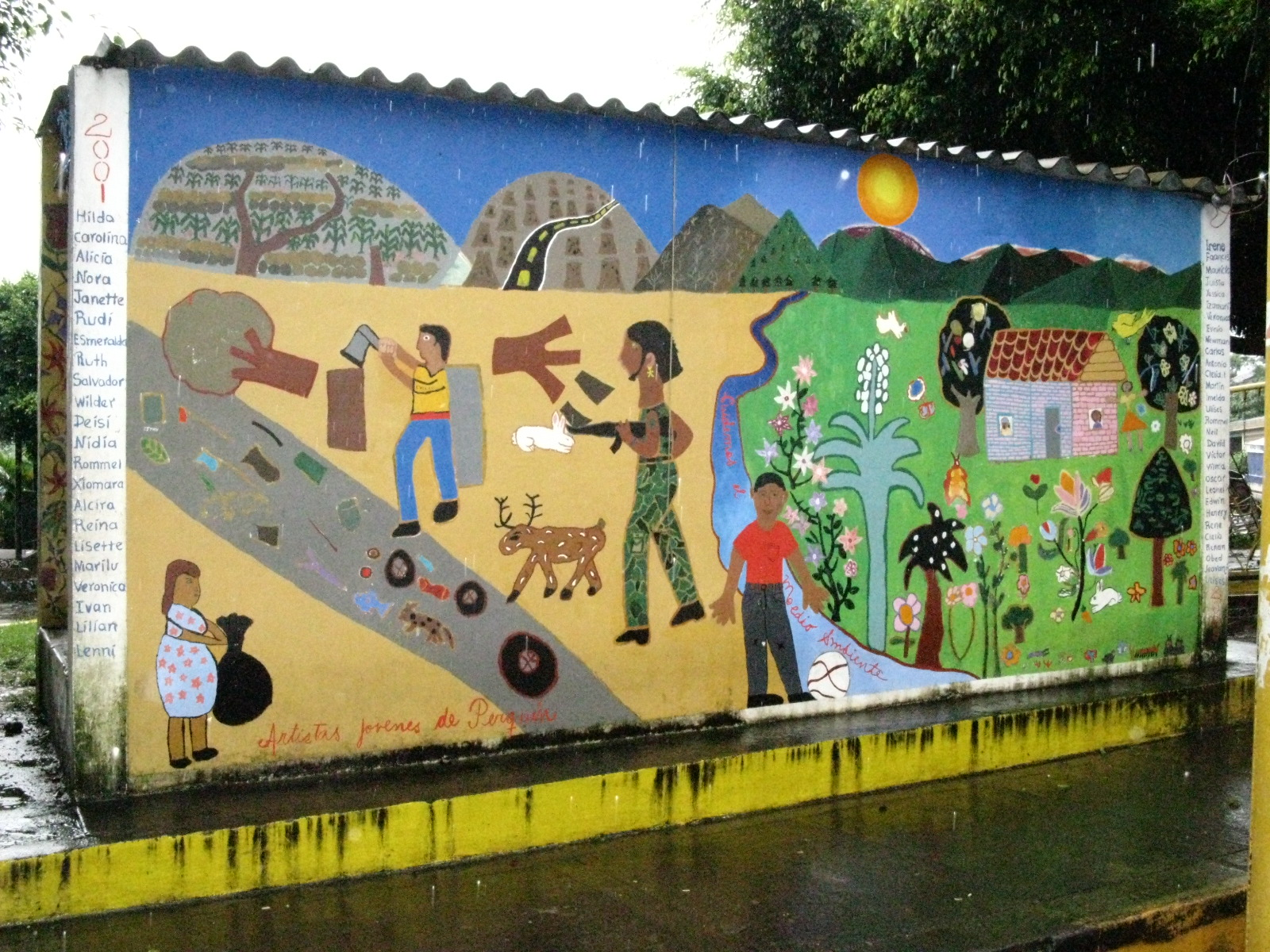

佩爾金（西班牙語：Perquín）是薩爾瓦多的城鎮，位於該國東北部，由莫拉桑省負責管轄，面積109.01平方公里，海拔高度1,117米，2007年人口3,158，人口密度每平方公里28.97人。